# Мелехи
Мелехи́ — село в Україні,  у Чорнухинській селищній громаді Лубенського району Полтавської області. Населення становить 436 осіб. До 2018 орган місцевого самоврядування — Мелехівська сільська рада.

## Географія
Село Мелехи знаходиться на лівому березі річки Многа, вище за течією на відстані 0,5 км розташоване село Вороньки, нижче за течією примикає село Загребелля, на протилежному березі — села Вороньки та Городище.

## Відомі люди
- Карнаух Микола Васильович — політик та юрист. Народний депутат України 2-го та 4-го скликань.
- Саливон Григорій Дмитрович — книгознавець.